# 사계절의 사나이
《사계절의 사나이》(A Man for all seasons)는 토머스 모어 경에 대해 다룬 로버트 볼트의 희곡 "A Man for All Seasons"를 바탕으로 한 1966년 영화이다. 프레드 진네만이 감독을 맡았다. 1966년 12월 12일에 개봉되었다. 이 영화는 작품상, 남우주연상을 포함하여 6개의 아카데미상을 받았다.
미국인 감독에 의해서 만들어진 가장 격조높은 작품으로, 신념대로 살다가 죽어 간 모어를 고전적(古典的)인 아름다운 무드와 드라마적인 감동으로 그려내고 있다. 무대극적인 제재를 받으면서도 영화적인 표현이 풍부하다. 이 성공은 스코필드의 훌륭한 연출에 힘입은 바가 컸으며, 쇼 이하 공연자(公演者)의 절도 있는 뛰어난 연기도 작품의 풍격(風格)을 높이는 원인이 되고 있다.

## 줄거리
1528년, 영국의 국왕 헨리 8세(쇼)는 여왕 캐서린과 이혼하고 앤 볼린과 결혼하는 문제에 관한 허가를 로마 교황으로부터 얻고자, 신임이 두텁고 국민의 경애(敬愛)를 받는 인물이기도 했던 토머스 모어(스코필드)에게 수고해 줄 것을 의뢰하나 모어는 거절한다. 게다가 또한 월지 추기경(오슨 웰즈)의 노여움을 산다. 헨리 8세가 교황을 무시하고 앤과 결혼한 뒤 모어는 관직에서 물러나 야심가 크롬웰(레오 매컨)의 모략으로 체포되어 반역죄인으로서 사형을 당한다.

## 출연
- 폴 스코필드 - 토머스 모어 경
- 웬디 힐러 (Wendy Hiller) - 엘리스 무어
- 리오 매컨 (Leo McKern) - 토머스 크롬웰
- 로버트 쇼 - 헨리 8세
- 오슨 웰스 - 울시 추기경
- 수재나 요크 - 마거릿 무어
- 존 허트 - 리처드 리치

## 같이 보기
- 황제교황주의

## 참고 문헌
- (영어) Film Script